# Paul Le Guen
Paul Le Guen (wym. [pɔl lə ɡwɛn]; ur. 1 marca 1964 w Pencran, w Bretanii) – francuski trener piłkarski i piłkarz występujący na pozycji obrońcy.

## Kariera piłkarska
Był wyróżniającym się obrońcą ligi francuskiej. Wysoki i dobrze zbudowany stanowił o obliczu defensywy FC Nantes i Paris Saint-Germain, z którym w latach 90. osiągnął swoje największe sportowe sukcesy. Obok Bernarda Lamy i Bruno N’Gotty’ego był filarem obrony paryżan w meczu finałowym Pucharu Zdobywców Pucharów w maju 1996 roku, który PSG wygrało z Rapidem Wiedeń 1:0.
Piłkarską karierę zakończył w wieku trzydziestu czterech lat, w 1998 roku, czyli wtedy, gdy „Trójkolorowi” zdobyli mistrzostwo świata. Le Guen w drużynie narodowej rozegrał 17 meczów. Brał udział w eliminacjach do Mundialu 1994 i Euro 1996.

## Sukcesy piłkarskie
- mistrzostwo Francji 1994, wicemistrzostwo Francji 1993, 1996 i 1997, Puchar Francji 1993, 1995 i 1998, Puchar Ligi 1995 i 1998, Puchar Zdobywców Pucharów 1996 oraz finał Pucharu Zdobywców Pucharów 1997 z PSG

## Kariera szkoleniowa
Pracę szkoleniową rozpoczął w 1998 w Stade Rennais, z którym jeszcze w tym samym sezonie dotarł do finału Pucharu Intertoto. W kolejnym uchronił klub przed degradacją. W 2002 roku zastąpił Jacques’a Santiniego na stanowisku pierwszego trenera Olympique Lyon.
W Lyonie z młodych i niedoświadczonych zawodników udało mu się zbudować zgrany kolektyw, który wkrótce stał się wizytówką francuskiego futbolu w Europie. Drużyna trzy razy z rzędu zdobyła mistrzostwo Francji, a większość wychowanków Le Guena trafiło do reprezentacji (Éric Abidal, Anthony Reveillere, Sidney Govou, Grégory Coupet, w Lyonie objawił się talent Ghanijczyka Mickaela Essiena). Młody szkoleniowiec, mając już zapewniony tytuł mistrzowski, na trzy kolejki przed końcem sezonu 2004–05 niespodziewanie podał się do dymisji.
Przez rok odpoczywał i starannie wybierał propozycje, na których brak nie mógł narzekać. W marcu 2006 roku podpisał kontrakt ze szkockim Rangers, którego stery objął na początku sezonu 2006–2007. Został zwolniony już pół roku później. Przyczyną szybkiego rozstania były słabe wyniki w lidze, odpadnięcie z rozgrywek o Puchar Ligi Szkockiej po porażce z drugoligowym St. Johnstone oraz odsunięcie od pierwszej drużyny Barry’ego Fergusona, jednego z liderów zespołu.
Jeszcze w tym samym miesiącu powrócił do Ligue 1 jako następca Guy Lacombe'a na stanowisku szkoleniowca Paris Saint-Germain. W pierwszym sezonie swojej pracy wywalczył Puchar Francji. W kolejnym zajął dopiero szóste miejsce, nie gwarantujące udziału w europejskich pucharach.
Po jego zakończeniu przyjął propozycję prowadzenia reprezentacji Kamerunu. Już pięć miesięcy później świętował awans do Mundialu 2010. Jego podopieczni zagrają na mistrzostwach świata pierwszy raz od 2002 roku. 24 czerwca 2010 roku został zwolniony z funkcji selekcjonera Kamerunu. 12 czerwca 2011 roku został selekcjonerem reprezentacji Omanu.

## Sukcesy szkoleniowe
- finał Pucharu Intertoto 1999 ze Stade Rennes
- mistrzostwo Francji 2003, 2004 i 2005 z Olympique Lyon
- Puchar Francji 2008 z Paris Saint-Germain
- awans do Mundialu 2010 oraz ćwierćfinał Pucharu Narodów Afryki 2010 z reprezentacją Kamerunu